# Língua ojíbua
A língua ojíbua ou anishinaabemowin é o segundo mais falado dentre as línguas indígenas do Canadá, vindo depois do Cree, e o terceiro (ou quarto, depende da fonte) mais falado nos Estados Unidos, depois do Cree e do Navajo.

## Falantes
É falado pelos anishinaabe, grupo composto por tribos como os algonquinos, nipissings, ojíbuas, saulteaux, mississaugas, ottawas. Outras línguas bem relacionadas e muitas vezes incluídas num mesmo grupo são os idiomas Oji-Cree e o potawatomi.
Devido à grande importância no comércio de peles com os franceses, a língua anishinaabe  se tornou uma língua franca comercial na região dos Grandes Lagos, tendo durante 100 anos uma presença significativa no Canadá e no norte dos Estados Unidos.
A língua também é chamada Ojibwemowin e os falantes se chamam Anishinaabeg

## Classificação
Anishinaabemowin, muitas vez chamada "a língua ojíbua", é uma das línguas algonquianas, da família das línguas álgicas, e descende das línguas proto-algoquinas. Suas línguas "irmãs" são a Blackfoot, a  Cheyén, a  Cree, a Fox, a menominee, a potawatomi e a shawnee. A família álgica consta das línguas as algonquinas’’ e também das Ritwan, língua wiyot e língua yurok.
A Ojíbua é classificada como um algoquina Central, o que é uma classificação mais geográfica do que de genética linguística. Dentre as algoquinas somente as classificadas como orientais realmente formam um conjunto genético real. Aqui apresentam-se informações sobre o dialeto ojíbua sudoeste, que é falado no norte dos Estados Unidos, em Minnesota e Wisconsin. Assim, algumas descrições apresentadas aqui não serão necessariamente válidas para outras formas dialetais do ojíbua.

## Distribuição geográfica
O idioma ojíbua é falado por cerca de 10 000 pessoas nos Estados Unidos e até 45 000 no Canadá, o que a coloca como uma das línguas álgicas com mais falantes. Suas diversas formas são faladas no norte dos estados de Montana, Dakota do Norte, Minnesota, Wisconsin, em áreas de Míchigan e Indiana nos Estados Unidos; do norte a leste da Colúmbia Britânica, sul de Alberta, de Saskatchewan, Manitoba, Ontario, o meio e o oeste de Quebec no Canadá.

## Dialetos
Há vários dialetos ojíbua, podendo alguns diferir muito de outros. Os principais são:
- Idioma Nipissing e algonquino (anicinàbemowin/omàmiwininimowin)
- Ojíbue das planícies (Saulteaux / Bungee) (anihšināpēmowin/nakawēmowin)
- Ojíbue oriental (mississaugas)
- Ojíbue setentrional (ojibwa do noroeste/saulteaux de Ontario)
- Odaawaa (ottawa) (nishnaabemwin/jibwemwin/daawaa)
- Ojíbue severn (anishininiimowin - oji-cree/ojíbue setentrional) (anishininiimowin)
- Ojíbue do sudoeste (chippewa/chipeva) (anishinaabemowin/ojibwemowin).

Alguns estudiosos dizem que o algonquino não é um dialeto do Grupo Ojíbua, mas um idioma separado ainda que muito relacionado com esse grupo. Outros, porém, dizem que é mesmo um dialeto do anishinaabemowin. De modo similar, há quem afirme que a língua Potawatomi é dialeto anishinaabemowin, mesmo que outros considerem uma língua distinta.

## Silabário
O silabário ojíbua é composto de 105 caracteres próprios para representar sílabas, as combinações de Representação de 112 sílabas, as combinações de 16 sons consoantes (h p t k c m n s sh y w r l (v/f) th h) com 7 vogais com as vogais (ee i ii o oo a aa);
Essa escrita foi criada em 1840 por James Evans, um missionário da Igreja Metodista Wesleyana que trabalhava na Norway House na Baía de Hudson. Ele chegou a produzir uma escrita com base no alfabeto latino, mas preferiu criar um silabário baseado parcialmente na taquigrafia de Isaac Pitman.
São em realidade somente nove símbolos, mais seis variantes dos mesmos, cada um dos quais podendo ser escrito em 4 diferentes posições para indicar as diversas vogais.
Com esse conjunto de caracteres a língua ojíbua pode ser escrita perfeitamente, mas os superiores de Evans não a apreciaram e chegaram a proibi-lo de usar a mesma. Mais tarde essa escrita foi usada para o Cree.

## Amostra de texto
Transliteração
Kakinawenen kapimatisiwat nitawikiwak tipenimitisowinik mina tapita kiciinetakosiwin kaye tepaketakosiwin. Otayanawa mikawiwin kaye nipwakawin minawa tash ciishikanawapatiwapan acako minowiciwitiwinik.
Português
Todos os seres humanos nascem livre e iguais em dignidade e direitos. São providos de razão e consciência e devem agir uns em relação aos outros num espírito de fraternidade. (Artigo 1 da Declaração Universal dos Diretos Humanos)